# Чемоданов, Марти Петрович
Марти Петрович Чемоданов (26 декабря 1927 — 3 февраля 2022) — доктор философских наук, профессор, советский и русский историк, философ, заместитель председателя Сибирского отделения Академии наук, помощник депутата Государственной Думы.

## Биография
Родился в 1927 году в многодетной семье в Барнауле Алтайского края; необычное имя получил по календарю, где был упомянут кубинский революционер Хосе Марти.
В 1944 году поступил в Новосибирский институт военных инженеров железнодорожного транспорта (ныне Сибирский государственный университет путей сообщения), который окончил в 1950 году. В годы учебы участвовал в комсомольской работе; с 1951 года стал работать секретарем комитета ВЛКСМ института. Четыре года вел комсомольскую работу, более 11 лет — партийную работу.
В 1958 году, после образования Советского района Новосибирска, был избран вторым, а с 1959 года — первым секретарем райкома Советского района, после Е. К. Лигачева. Сыграл большую роль в построении Академгородка, Сибирского отделения РАН. В 1963—1966 годах обучался в аспирантуре при Академии общественных наук в Москве, успешно защитил диссертацию по теме «Наука как непосредственная производительная сила общества» и получил степень кандидата философских наук. По возвращении в Новосибирск был назначен заведующим отделом науки и учебных заведений Новосибирской области. =
В 1969 году по просьбе академика М. А. Лаврентьева был назначен заместителем Председателя Сибирского отделения академии наук. Позднее работал директором Института повышения квалификации преподавателей общественных наук при НГУ, много лет читал лекции в университете, был научным руководителем ряда аспирантов. С 1984 года работал в Москве. Трудовой путь завершил помощником депутата Госдумы, имея стаж работы 62 года.
Внес большой вклад в развитие СО РАН, подготовку научных кадров. Был одним из организаторов и идеологов «Пояса внедрения» — программы внедрения научных достижений в производство. Неоднократно избирался членом ОК, РК, депутатом местных советов.
Автор более 40 научных трудов. Был награжден Орденом Трудового Красного Знамени, двумя медалями. Выпускал книги, являлся автором коллективных сборников статей, активно печатался в газете «Советская Россия».
Марти Петрович до конца дней не терял связи с малой родиной, много раз приезжал в Академгородок, с интересом изучал новостройки, встречался с родными и близкими. Регулярно читал прессу, был в курсе важнейших научных открытий. Продолжал писать научные и научно-популярные статьи, выпускал книги, в том числе являлся одним из авторов «Истории России». Был почетным гостем на праздновании 50-летия Советского района. Всегда был спокойным, доброжелательным, очень скромным. Таким его помнят родные, ветераны, ученики.
Был женат с 1948 года. Жена Чемоданова Людмила Моисеевна (1928—2008), библиотекарь НГУ. Двое детей.